# 연습곡 Op. 25, 3번 (쇼팽)

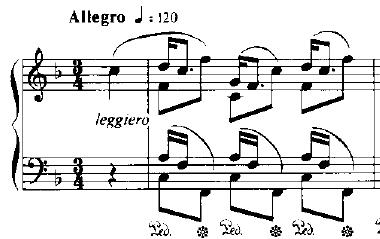
쇼팽 연습곡 Op. 25의 3번의 첫 마디

쇼팽의 연습곡 Op. 25, 3번(Étude Op. 25, No. 3)은 프레데리크 쇼팽이 1836년에 작곡해 1837년에 작품번호 제25번의 나머지 11곡과 함께 프랑스, 독일과 영국 등지에서 첫 출판되었고 바장조의 조성을 띠고 있다.